# Корнелия Африканска
Корнелия (на латински: Cornelia; * ок. 190 пр.н.е.; † ок. 100 пр.н.е.) е втората дъщеря на Сципион Африкански, който е от фамилията на Корнелии и Емилия Паула. Тя е съпруга на по-стария Тиберий Семпроний Гракх, консул през 177 пр.н.е. и 163 пр.н.е., и майка на двамата Гракхи (Gracchen). Тя е една от най-значителните жени в Рим на 2 век пр.н.е.
Корнелия се омъжва за Гракх, когато е вече в релативно висока възраст за женене. Бракът е щастлив, те имат дванадесет деца, над римския стандарт. Оживяват само три от тези деца: Семпрония, която е омъжена за нейния осиновен братовчед Публий Корнелий Сципион Емилиан Африкански и братята Тиберий и Гай, които се съпротивляват един ден с техните опити за реформи на римските политически институции.
След ранната смърт на съпруга ѝ през 154 пр.н.е. тя остава вдовица (макар че египетският фараон Птолемей VII ѝ е кандидат за женитба) и се занимава с възпитанието на нейните два сина. След тяхната смърт тя се оттегля от Рим в една вила в Мизенум.
Рим я почита като пример за почтенна матрона, и когато умира в напреднала възраст, ѝ издигат за пръв път за жена в Рим една статуя. При разкопки е намерена основата на тази статуя. Надписът върху нея гласи:
CORNELIA AFRICANI F(ilia) GRACCHORUM – Корнелия, дъщеря на Африкански, (майка) на Гракхите
- Корнелия и Птолемейската корона, от Лоран дьо Ла Ир, музей в Будапеща
- Корнелия, майка на Гракхите, 1795